# Боков, Всеволод Андреевич
Всеволод Андреевич Боков (8 февраля 1921 года, село Новодмитриевка — 20 августа 2007 года, Москва) — заместитель начальника полигона Байконур по научным опытно-испытательным работам, полковник-инженер, Герой Социалистического Труда.

## Биография
Родился 8 февраля 1921 года в селе Новодмитриевка. Ещё в школьные годы у него проявилась любовь к технике, он мечтал стать инженером. В 1938 году окончил 10 классов и поступил в Бежицкий машиностроительный институт.
В начале Великой Отечественной войны институт был эвакуирован в город Нижний Тагил Свердловской области. Оттуда студента 4-го курса Бокова в апреле 1942 года призвали в Красную Армию и направили на учёбу в Артиллерийскую академию имени Ф. Э. Дзержинского. Обучался на факультете стрелкового вооружения по ускоренной программе, в октябре 1943 года лейтенант Боков получил диплом инженера-механика. Рвался на фронт, писал рапорты в военкомат, но ему было отказано.
Был направлен служить старшим техником военной приемки Главного артиллерийского управления Красной армии в управлении заказов и производства стрелкового вооружения на заводах № 828 и № 2 Наркомата вооружения СССР. В. А. Боков более двух лет контролировал качество выпускаемых пистолетов-пулеметов конструктора А. И. Судаева, танковых и ручных пулемётов конструктора В. А. Дегтярева.
Послевоенная служба молодого инженера оказалась тесно связанной с созданием ракетного щита Родины и освоением космоса. С 1946 года служил в первом отделе первого управления Государственного центрального полигона «Капустин Яр» — старший техник сборки, с 1948 года — старший инженер-испытатель. Участник первого запуска баллистической ракеты в СССР 18 октября 1947 года.
В 1952 году окончил Высшие инженерные курсы при Московском высшем техническом училище имени Н. Э. Баумана. Продолжил службу на Государственном центральном полигоне «Капустин Яр», участвовал в обеспечении лётных испытаний первых советских баллистических ракет, старший офицер-испытатель, начальник группы, заместитель начальника отдела.
В период укомплектования штатов полигона Байконур, где планировалось проведение летных испытаний межконтинентальных ракет, подполковник В. А. Боков предложил создать специальный отдел анализа летно-технических характеристик ракет. Эта инициатива обосновывалась возросшей сложностью систем автоматического регулирования работы агрегатов и автономного управления полетом. Предполагалось, что обработка и анализ информации, которая будет автоматически с борта летящей ракеты «сбрасываться» в единый центр, поможет быстро находить «болевые точки» в её едином «организме». Такой отдел анализа был создан на Байконуре в 1955 году, его первым начальником был назначен В. А. Боков.
Правомерность существования новой структуры подтвердила сама жизнь. 15 мая 1957 года пуск первой межконтинентальной ракеты Р-7 закончился аварией. Отдел анализа подготовил доклад, который отразил хронологию работы всех систем ракеты в строгом соответствии с очередностью команд наземных и бортовых программно-временных механизмов. Такой подход позволил найти причину аварии. На заседании Государственной комиссии после доклада подполковника В. А. Бокова председательствующий предложил выступить главному конструктору С. П. Королёву. Он сказал: «Доклад достаточно полный, и к такому докладу мне добавить нечего». Аналогичные заявления сделали академики В. П. Глушко и Н. А. Пилюгин. Так состоялся дебют отдела анализа. Подобные доклады стали нормой и делались по результатам всех последующих пусков ракет. Кроме того, сотрудники отдела постоянно участвовали в совместных с представителями промышленности разборах причин отказов и аварий ракет.
По мере накопления статистики отдел анализа начал давать обоснованные предложения по повышению надежности отдельных систем ракеты. Так, например, изучение данных об аномально высокой или, наоборот, очень низкой температуре в хвостовых отсеках некоторых блоков в полете позволило прийти к выводу о недостаточной герметичности гидромагистралей. Организация разработчиков устранила этот дефект. Вместе с ростом авторитета отдела усложнялась оргтехника анализа, чаще использовались ЭВМ, увеличивалась численность его сотрудников. Вскоре подобные отделы были созданы на полигонах Капустин Яр и Плесецк.
4 октября 1957 года с полигона Байконур советская ракета Р-7 вывела на орбиту первый в мире искусственный спутник Земли и ознаменовала начало эры покорения космического пространства. По предложению президента Академии наук СССР М. В. Келдыша участие в этом запуске ряда специалистов полигона, в том числе подполковника В. А. Бокова, было отмечено присвоением ему ученой степени кандидата технических наук.
Межконтинентальная ракета Р-7 после доработок была в 1960 году принята на вооружение. Конструкция оказалась столь добротной, что на её базе создали целое семейство ракет-носителей, которые успешно трудятся более 40 лет в различных космических программах.
Начало новому поколению более мощных межконтинентальных ракет положило КБ главного конструктора М. К. Янгеля. Испытание этой ракеты круто изменило характер служебной деятельности подполковника В. А. Бокова. 24 октября 1960 года при подготовке первого пуска Р-16 случилась катастрофа, в которой погибли Главный маршал артиллерии М. И. Неделин и многие другие участники испытаний. Правительственная комиссия провела детальный разбор этой трагедии. Были приняты меры, в том числе и по укреплению кадрами управления полигона и испытательных частей. Подполковника В. А. Бокова назначили заместителем начальника полигона Байконур по научным опытно-испытательным работам. С присущей ему энергией и ответственностью он приступил к новым обязанностям.
В первую очередь были осуществлены мероприятия по повышению безопасности работ в ходе испытаний, резко сокращено число участников, выполняющих опасные операции, на пусковой площадке построили укрытия для личного состава. Делалось все, чтобы свести к минимуму потери людей при возникновении аварийных ситуаций, которые, увы, неизбежны при испытаниях любой сложной техники.
В новой должности В. А. Боков стал участником ещё одного исторического события — полета в космос 12 апреля 1961 года Ю. А. Гагарина. Подготовка к запуску ракеты-носителя корабля «Восток» проходила в строгой и деловой обстановке. На стартовой площадке было немноголюдно, и все работы шли точно по графику, люди трудились собранно и внимательно. Главный конструктор С. П. Королёв решил подняться в лифте к кораблю. Его сопровождал полковник В. А. Боков.
Пуск прошёл успешно, но все 108 минут полета Ю. А. Гагарина были полны тревожного и томительного ожидания. Напряжение спало лишь после сообщения о приземлении космонавта.
Указом Президиума Верховного Совета СССР от 17 июня 1961 года за выдающиеся заслуги в создании образцов ракетной техники и обеспечении полета советского человека в космическое пространство, полковнику-инженеру Бокову Всеволоду Андреевичу присвоено звание Героя Социалистического Труда с вручением ордена Ленина и золотой медали «Серп и Молот».
В 1961 году был назначен заместителем председателя Научно-технического комитета Главного управления ракетного вооружения Ракетных войск стратегического назначения. С 1962 года — член Научно-технического комитета РВСН, с 1965 года — член секции по оборонным проблемам при Президиуме Академии наук СССР. В 1970 году назначен начальником 2-го управления Главного управления космических средств Министерства обороны СССР. В апреле 1980 года в звании генерал-майора-инженера В. А. Боков был уволен в запас Севастопольским районным военкоматом города Москвы.
Затем ещё 8 лет работал в издательстве «Машиностроение», был членом редколлегии труда «Оружие Победы».
Является автором более 50 изобретений и научно-исследовательских работ, членом авторских коллективов справочников по космической тематике. По совокупности работ в 1967 году ему присвоено ученое звание «старший научный сотрудник» по кафедре спецвооружения. Кандидат технических наук без защиты диссертации по совокупности практических трудов.
Жил в Москве. Умер 20 августа 2007 года. Похоронен на Хованском кладбище в Москве.
Награждён орденами Ленина, Трудового Красного Знамени, Красной Звезды, «Знак Почёта», медалями «За боевые заслуги», «За победу над Германией в Великой Отечественной войне 1941—1945 гг.», другими медалями.